# Dermoloma
Dermoloma J.E. Lange ex Herink (gęsianka) – rodzaj grzybów z rodziny gąskowatych (Tricholomataceae). W Polsce występował tylko jeden gatunek, obecnie uważany jest za wymarły w Polsce.

## Systematyka i nazewnictwo
Pozycja w klasyfikacji według Index Fungorum: Tricholomataceae, Agaricales, Agaricomycetidae, Agaricomycetes, Agaricomycotina, Basidiomycota, Fungi.
Synonim naukowy: Dermoloma J.E. Lange ex Singer.
Polską nazwę nadał Władysław Wojewoda w 2003 r.
Niektóre gatunki:
- Dermoloma alexandri Consiglio 2008
- Dermoloma aposcenum Singer 1989
- Dermoloma atrobrunneum (Dennis) Singer ex Bon 1986
- Dermoloma bellerianum Bon 1998
- Dermoloma coryleti Singer & Clémençon 1971
- Dermoloma cuneifolium (Fr.) Singer ex Bon 1986 – gęsianka różowobrązowa
- Dermoloma cystidiatum Manim. & Arnolds 1998
- Dermoloma emiliae-dlouhyi Svrček 1966
- Dermoloma griseocameum Pegler 1977
- Dermoloma magicum Arnolds 2002 – gęsianka czerwieniejąco-czerniejąca
- Dermoloma hybridum (Kühner) Bon 1979
- Dermoloma magicum Arnolds 2002

Nazwy naukowe na podstawie Index Fungorum. Nazwy polskie według Władysława Wojewody i Komisji ds. Polskiego Nazewnictwa Grzybów.